# Ikegusuku Antō
Ikegusuku Ueekata Antō (池城 親方 安棟?  ? - 1579), también conocido por su nombre de estilo chino Mō Ren (毛廉), era un burócrata del Reino de Ryukyu.

## Biografía
Ikegusuku Antō fue el segundo jefe de una familia aristócrata llamada Mō-uji Ikegusuku Dunchi (毛氏 池 城 殿内). Su padre era Aragusuku Anki.
Antō fue miembro del organismo autónomo administrativo Sanshikan durante los reinados de Shō Gen y Shō Ei. Fue enviado como enviado de felicitaciones a la China Ming junto con Sai Chōki (蔡 朝 器) para celebrar la investidura del príncipe heredero Zhu Yijun (más tarde Emperador Wanli) en 1569.

## Desaparición
En 1579, los enviados chinos vendrían a Ryukyu para instalar a Shō Ei como el nuevo rey. Pero Ryukyu sufría de hambre en este año. Antō fue enviado a China para solicitar un aplazamiento, pero su barco quedó atrapado en una tormenta y desapareció en el mar.
| Predecesor: Aragusuku Anki | Jefe de Mō-uji Ikegusuku Dunchi | Sucesor: Ikegusuku Anrai |